# Louise Brown
Louise Joy Brown (Oldham, Reino Unido, 25 de julio de 1978) es una mujer inglesa conocida por ser la primera persona en nacer mediante fecundación in vitro.

## Nacimiento
Louise Brown nació en el Royal Oldham Hospital de Mánchester (Reino Unido) mediante cesárea en un quirófano en semioscuridad ante la enorme atención mediática despertada.
Es hija de Lesley y John Brown, que 4 años más tarde tuvieron una segunda hija por fecundación in vitro, la número 40 del mundo.
Sus padres científicos fueron el fisiólogo Robert G. Edwards, que en 2010 ganó el Premio Nobel de Medicina y Fisiología por su trabajo en fertilidad; el ginecólogo Patrick Steptoe; y Jean Purdy, que fue quien implantó el embrión de Louise Brown en el útero de su madre y que se convirtió en la primera embrióloga del mundo, aunque la prensa la presentó como la comadrona del parto de Louise.
Conocida como la test tube baby, o bebé probeta, el nacimiento de Louise Brown fue considerado en su momento como el mayor logro del siglo XX, junto a la llegada del hombre a la luna.
El equipo médico sugirió a los padres de Louise su segundo nombre, Joy (‘alegría’ en inglés), para representar la felicidad que el nacimiento de la primera bebé probeta iba a suponer para muchas parejas.
Por el hecho de ser la primera bebé probeta del mundo, Louise Brown tuvo que ser sometida a más de 60 pruebas médicas inmediatamente tras su nacimiento para comprobar que su estado de salud era “normal”.

## Familia y descendencia
Louise Brown es madre de dos hijos concebidos de manera natural.
En 2004 se casó con Wesley Mullinder, de 37 años. Brown, a los 28 años, tuvo a su primer hijo mediante la fecundación normal, Cameron John Mullinder, nacido el 20 de diciembre de 2006 en la localidad inglesa de Bristol. En 2013 tuvo su segundo hijo llamado Aiden, también nacido mediante la fecundación normal.
En 1999, su hermana, Natalie Brown, se convirtió en la primera “bebé probeta” del mundo que dio a luz un bebé concebido de manera natural. Tiene otros 4 hijos, también fruto de la concepción natural.

## Dilemas éticos y legales
Su nacimiento estuvo rodeado de muchas polémicas. Por ser el primer caso de fecundación artificial, se planteaban los posibles riesgos de aplicar esta técnica tan nueva y, sobre todo, desconocida.
El nacimiento de la primera bebé probeta del mundo también planteó nuevos dilemas éticos y legales, desde la forma de seleccionar a los candidatos en las donaciones hasta el uso y destrucción de los embriones no utilizados. También se despertó el temor ante la posibilidad de crear seres humanos en serie.
Desde las instituciones religiosas cuestionaban el hecho de que se pudiera crear una vida sin que ello implicara la necesidad de una relación sexual entre una mujer y un hombre.

## Vida pública
En 2015 Louise Brown publicó su autobiografía “My life as the world’s first test tube baby" (‘Mi vida como la primera bebé probeta’). En 2018, el libro fue reeditado en una edición especial con motivo del 40 aniversario de su nacimiento.
En 2017, Louise Brown, junto a Victoria Anna Perea, la primera bebé nacida por fecundación in vitro en España, recibió el XIII premio "Fundación Dexeus Salud de la Mujer" en Barcelona.
El 25 de julio de 2018 (el día que cumplió 40 años) declaró en una entrevista que no importa cómo haya nacido o fecundado, la vida es igual a la de los demás.